# Dura-Europos
Dura-Europos  (Δούρα Ευρωπός), također poznat i kao Dura-Europus bio je antički grad čiji se ostaci danas nalaze na desnoj obali Eufrata, nedaleko od modernog sela Salhiyé u Siriji. Osnovali su ga godine 303. pr. Kr. Seleukidi kao postaju na putu između Antiohije i Seleukije na Tigrisu. U 1. stoljeću pr. Kr. je pao pod vlast Parta i tamo ostao sve do 165. kada su ga zauzeli Rimljani. Potom su ga godine 256./57. opsjeli Sasanidi te je nakon opsade za koju se vjeruje da je bila uspješna - trajno napušten. Napuštanje grada je omogućilo da veliki dio zgrada i brojnih vrijednih artefakata bude sačuvan sve do 20. stoljeća, zbog čega se naziva "Pompejima pustinje". Grad je bio izuzetno bogat i kozmopolitskog karaktera, o čemu svjedoče ostaci sinagoge, crkve i Mithraeuma.

## Vanjske poveznice
- Simon James, "Dura-Europos, the 'Pompeii of the Desert'"
- The Dura-Europos Gospel Harmony